# Хамхынский большой театр
Хамхынский большой театр (кор. 함흥대극장) — театр, расположенный в городе Хамхын, Корейская Народно-Демократическая Республика. Является самым большим театральным зданием в стране.
Театр был открыт 4 июля 1984 год.
Здание используется для крупных живых театральных постановок революционной оперной труппы. Фойе здания украшает большая фреска с изображением лидеров страны Ким Чен Ына и Ким Чен Ира.